# Johan II van Wittem

Familiewapen Corsselaar

Johan II Corsselaar heer van Wittem en Beersel (1340-1405) was de zoon van Johan I Corsselaar, heer van Wittem, (1310-1375) en Catharina van Holslit (1315-1345)
De vader van Johan II was een bastaardzoon van Jan II, hertog van Brabant en Limburg, graaf van Leuven, markgraaf van Antwerpen en heer van Mechelen, (1275-1312) en diens maîtresse Catharina Corsselaar. Johan I trouwde na het overlijden van Catharina van Holsit met Amalberga van Duivenvoorde-Wassenaer, vrouwe van Boutersem. Hij kocht in 1344 het Kasteel Wittem voor 2.300 gulden van Gerard van Wittem uit het geslacht Julémont die het kasteel sinds ca. 1200 in bezit heeft gehad. Door zijn huwelijk met Amalberga kwam ook de heerlijkheid Boutersem in zijn bezit.
In 1391 verkreeg Johan II van Wittem, seneschalk onder hertogin Johanna van Brabant en haar echtgenoot Wenceslas, de erkenning van zijn heerlijke rechten over Brussel en omgeving. Met de hulp van een Brusselse volksmilitie slaagde hij erin het naburige kasteel van Gaasbeek, waar de moordenaars van Everaard t'Serclaes zich verscholen hadden, in te nemen. Nakomelingen uit zijn tweede huwelijk zullen zeven generaties lang, tot het einde van de 16e eeuw, burchtheren van Beersel blijven.
Hij trouwde op 20 januari 1363 met Catharina Hoen een dochter van Nicolaas I (Claes) Hoen ridder Hoen en diens vrouw uit 2e huwelijk Agnes Sac van Wijck (1310-1356)
Uit het huwelijk van Catharina en Johan II werd geboren:
- Johan III Corsselaar, heer van Wittem (1365-1443)

Na het overlijden van Catharina trouwde Johan II in 1370 met Maria van Stalle, vrouwe van Beersel, Sint-Lambrechts-Woluwe, Ruisbroek, Gellebeck en Hellebeek. Zij was de dochter van Hendrik van Stalle, heer van Stalle te Zittert en West-Ukkel en Maria Estoer. Uit zijn tweede huwelijk werd geboren:
- Hendrik I Corsselaar, heer van Beersel 1405-1444 en van Wittem 1443-1444 (1375-1444).

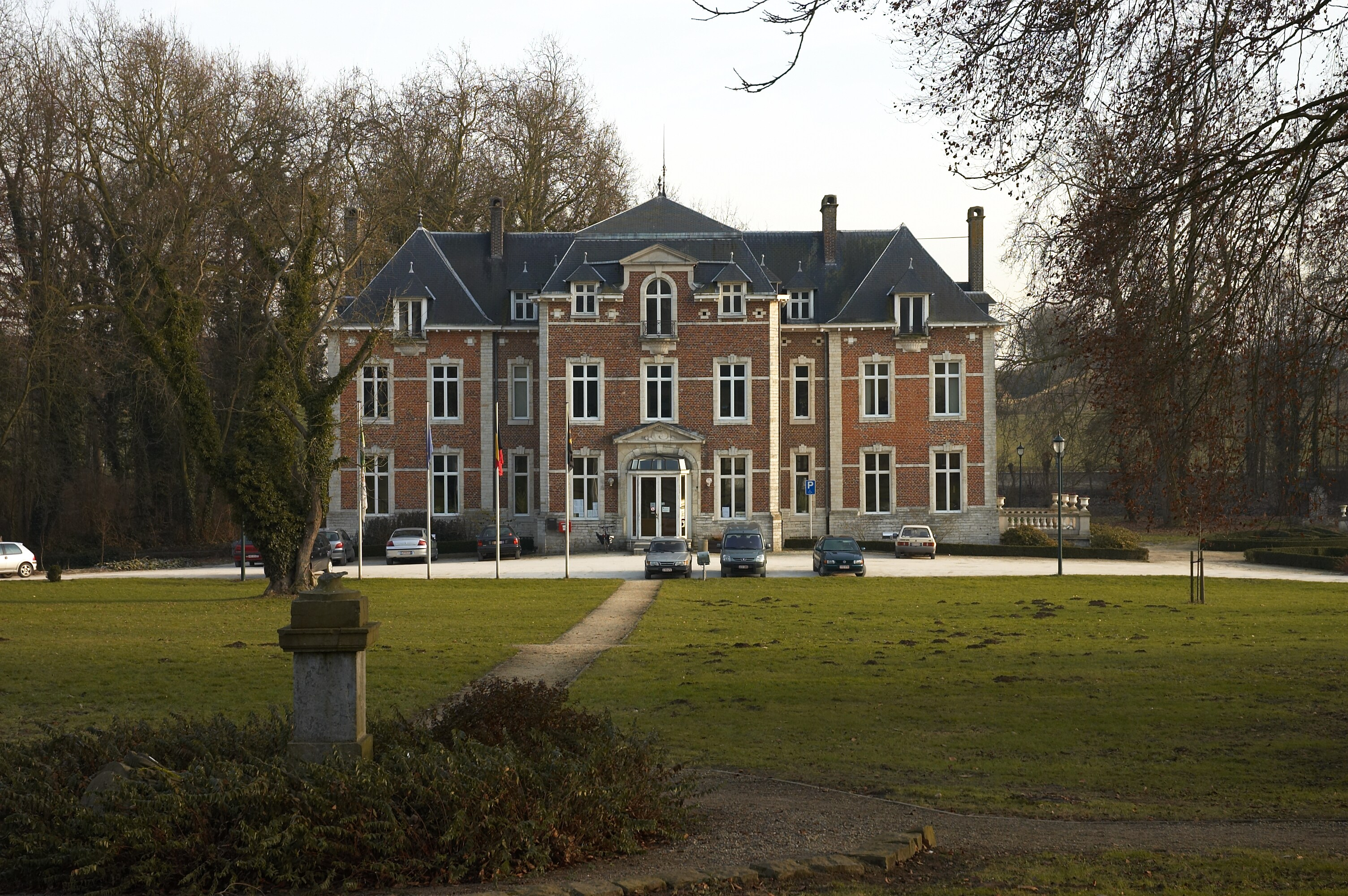
Kasteel Boutersem thans gemeentehuis (2006)
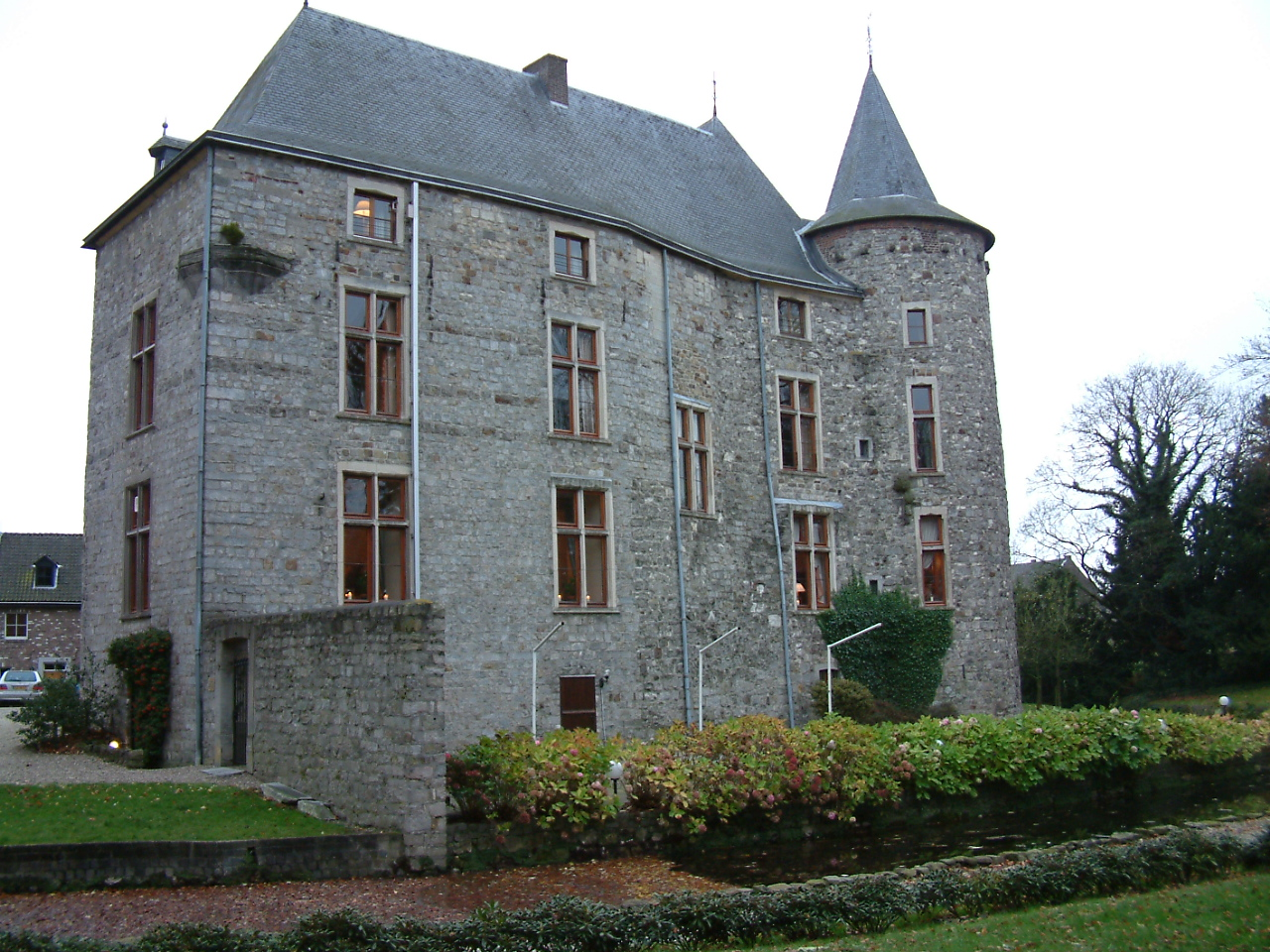
Kasteel Wittem (2002)
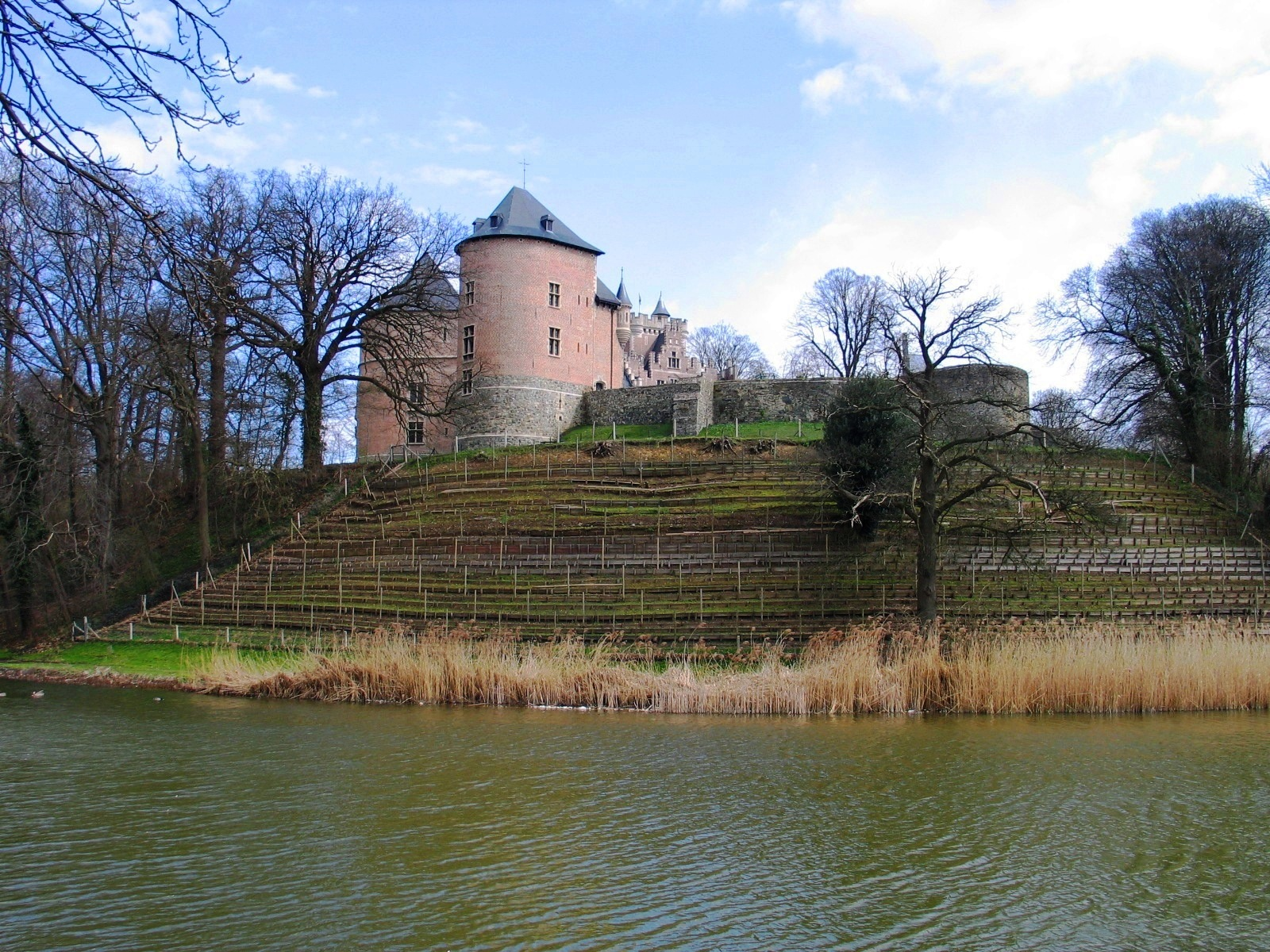
Het kasteel van Gaasbeek (2006)
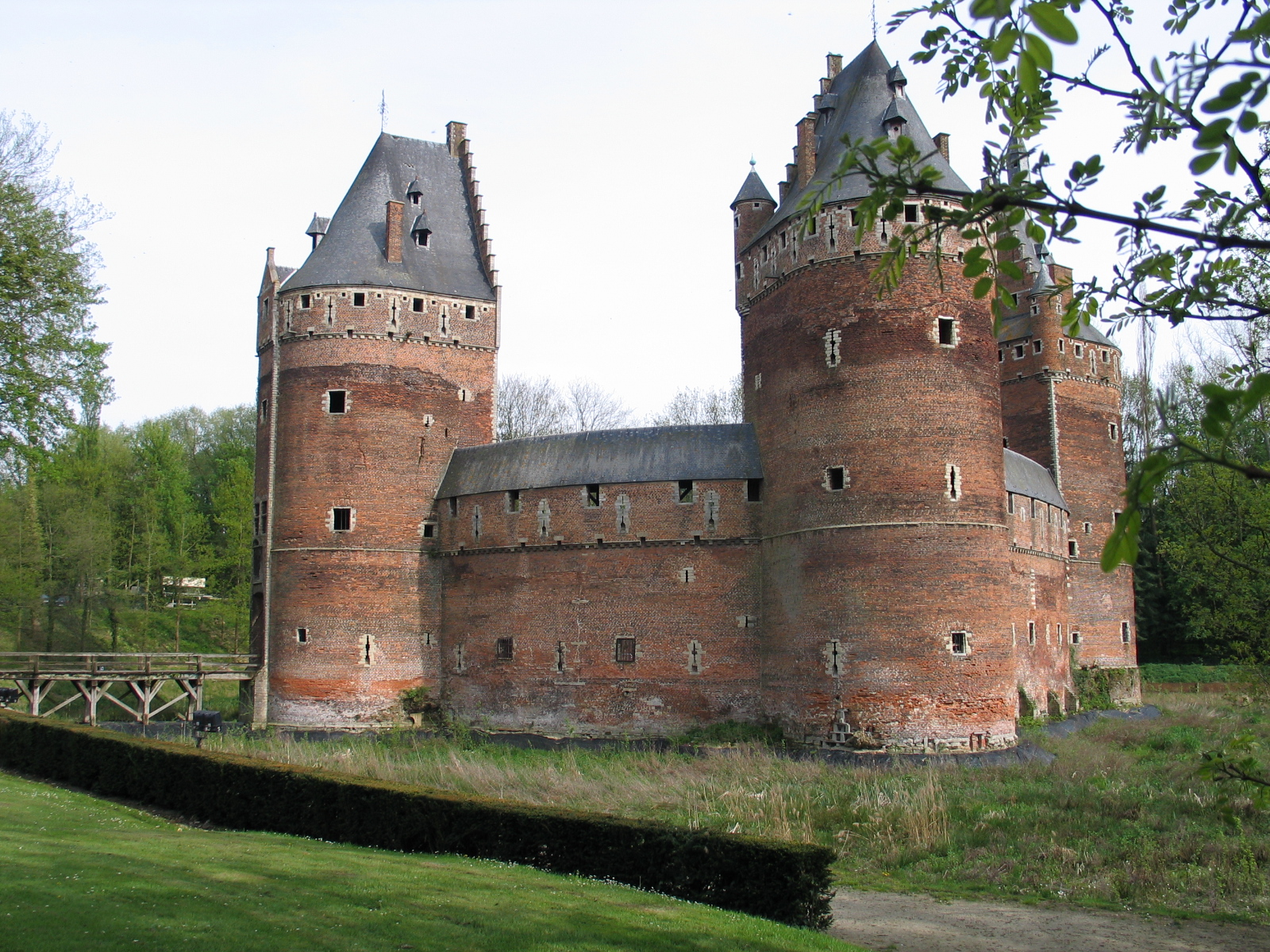
Het kasteel van Beersel (2006)
Familiewapen Hendrik van Witthem
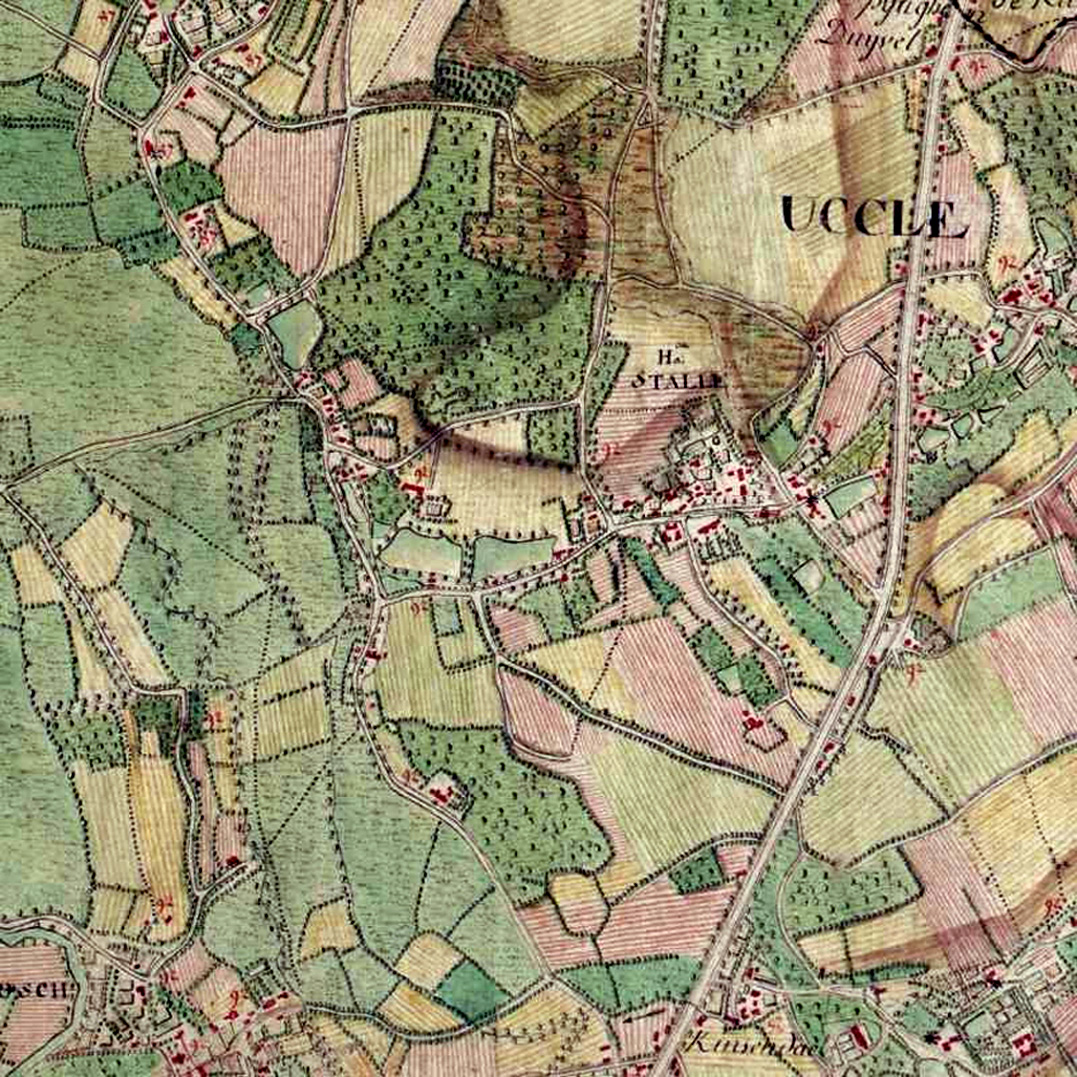
Stalle en Ukkel